# Gwen Moore
Gwendolynne Sophia Moore, detta Gwen (Racine, 18 aprile 1951), è una politica statunitense, membro della Camera dei Rappresentanti per lo stato del Wisconsin. È la seconda donna a rappresentare tale stato al Congresso (dopo Tammy Baldwin) e la prima afroamericana.
Nel 2004 suo figlio Sowande Ajumoke Omokunde è stato arrestato per aver tagliato le gomme ad alcune delle automobili del Partito Repubblicano. Nel 2006 è stato condannato a quattro mesi di carcere e a pagare 2305$. La Moore ha affermato di amare molto suo figlio e di essere orgogliosa del fatto che lui si sia assunto le sue responsabilità.